# Kuban Rada
Die Kuban Rada war der Regionale Militärrat im Kuban-Gebiet, die im April 1917 in Jekaterinodar auf Initiative von Kosakenführern gegründet wurde und bis zu seiner Auflösung 1920 zu einem der Zentren der Konterrevolution des Kuban-Kosakenheeres im Kuban-Gebiet wurde.

## Geschichte

Wappen der Volksrepublik Kuban

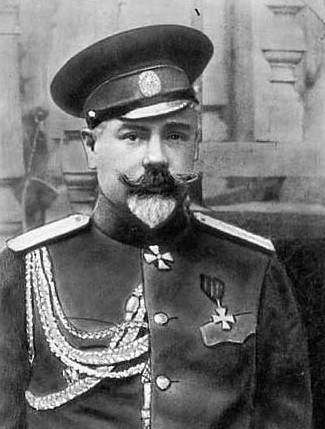
General Anton Iwanowitsch Denikin

Nach der Februarrevolution 1917 stand der Kommissar der Provisorischen Regierung, Kadett Kondrat Lukitsch Bardisch an der Spitze des Kuban-Gebietes. Am 22. April 1917 wurde in Jekaterinodar ein regionaler Kongress von Kommissaren aus den umliegenden Siedlungen eröffnet und zur gleichen Zeit ein Kosakenkongress abgehalten, der wiederum den Kuban-Militärrat als eine provisorische Militärregierung und mit Oberst Alexander Petrowitsch Filimonow ein Ataman des Kuban-Kosakenheeres wählte. Auf der ersten Sitzung des Gesetzgebenden Rates vom 14. bis 24. November 1917 wurde anstelle einer provisorischen Militärregierung die Regierung des Kuban-Gebietes unter dem Vorsitz von L. L. Bych gewählt, dem Führer der kleinbürgerlichen „unabhängigen“ Bewegung im Kuban, die sich selbst zur obersten Macht im Kuban erklärte. Am 28. Januar 1918 wurde die Volksrepublik Kuban ausgerufen und am 16. Februar 1918 die Unabhängigkeit erklärt.
Im Februar 1918 erklärte das Exekutivkomitee der Sowjets der Oblast Kuban in Armawir die Kuban Rada und ihre „Regierung“ für illegal, und am 14. März 1918 besetzten Abteilungen der Roten Garde Jekaterinodar. Aus der Stadt vertrieben, schloss die Kuban Rada am 17. März 1918 ein Bündnis mit der Freiwilligenarmee von General Anton Iwanowitsch Denikin. Nach der Besetzung von Jekaterinodar durch Denikins Truppen im August 1918 wurde eine neue Regionalregierung geschaffen, die zwar Denikins Kampf gegen die Sowjetmacht unterstützte, aber gleichzeitig gegen die Politik der Wiederherstellung eines einheitlichen und unteilbaren Russlands war und für die Autonomie des Kuban eintrat. Diese Gruppe, die wegen ihrer lokalen Herkunft vom Schwarzen Meer „Tschernomorez“ genannt wurde und von Nikolai Stepanowitsch Rjabowol, A. I. Kulabuchow, L. L. Bych und anderen angeführt wurde, stieß auf den Widerstand der sogenannten „Linienrichter“ (линейцев), der Anhänger Denikins um D. E. Skobzow, A. P. Filiminow, General W. G. Naumenko, Andrei Grigorjewitsch Schkuro und anderer, die sich der Autonomie der Kuban widersetzten.
Im Juni 1919 wurde die Kuban Rada im Zusammenhang mit Denikins Großmachtpolitik der „Tschernomorez“ vom Schwarzen Meer dominiert: Sie wurden in alle Regierungsorgane gewählt, wobei sie sich im Allgemeinen an das Prinzip der Unveräußerlichkeit von Kosakenländereien und -gebieten hielten, das Landgesetz verabschiedeten und die Rechte der Gebietsfremden etwas erweiterten. Als Reaktion darauf wurden am 13. Juni 1919 Rjabowol und Bardisch von den Truppen Denikins getötet. Die „Tschernomorezen“ wurden der verräterischen Beziehungen zum Ausland beschuldigt und im November 1919 kam es zu einem von General Wiktor Leonidowitsch Pokrowski angeführten Staatsstreich. Ein Teil des „Tschernomorez“ floh oder wurde vertrieben und ihr Anführer Kulabuchow wurde gehängt. Die Kuban Rada wählte daraufhin eine Regierung, die Denikin gehorsam war und die Macht des Ataman stärkte. Dieser Putsch erregte die Unzufriedenheit eines bedeutenden Teils der Kuban-Kosaken in Denikins Armee, die Zugeständnisse machten und eine Reihe von Forderungen der Kuban Rada erfüllten. Hierzu gehörten die Unabhängigkeit der Kuban-Armee sowie die Organisation des Obersten Kreises des Don, Kuban und Terek.
Am 17. März 1920 floh die Kuban Rada aus dem mittlerweile von der Roten Armee besetzten Jekaterinodar nach Noworossijsk und hörte bald auf zu existieren. Kurz darauf kam es im März 1920 zur Kuban-Noworossijsk-Operation, Kampfhandlungen der 8. und 9. Armee der Kaukasischen Front mit dem Ziel, die Überreste von Denikins Armee im Nordwestkaukasus während des Russischen Bürgerkrieges zu beseitigen. Durch den Beschluss des 2. Sowjetkongresses der Oblast Kuban vom 9. bis 13. April 1918 wurde die Kuban Sowjetrepublik als eine Sowjetrepublik gebildet, die am 30. Mai 1918 in die Sowjetrepublik Kuban-Schwarzes Meer eintrat.